# Solva hubensis
Solva hubensis är en tvåvingeart som beskrevs av Yang och Akira Nagatomi 1993. Solva hubensis ingår i släktet Solva och familjen lövträdsflugor.
Artens utbredningsområde är Hubei (Kina). Inga underarter finns listade i Catalogue of Life.